# Luchthaven Nikolskoje
De luchthaven Nikolskoje (Russisch: Аэропорт Никольское, Aeroport Nikolskoje, ICAO:UHPX) is een vliegveld op Beringeiland, Rusland, vier kilometer ten zuidoosten van Nikolskoje. Het is het enige vliegveld op de Komandorski-eilanden. Het vliegveld heeft geen militaire betekenis.